# Wilhelm-Fabry-Förderpreis
Der Wilhelm-Fabry-Förderpreis ist ein Kunstpreis, der vom Kulturamt der Stadt Hilden seit 1978 ausgeschrieben wird.
Der nach dem in Hilden geborenen Chirurgen Wilhelm Fabry (1560–1634) benannte Preis ist verbunden mit einer Einzelausstellung, einem finanziellen Katalogzuschuss und einem Gaststipendium der Stiftung Künstlerdorf Schöppingen (NRW).

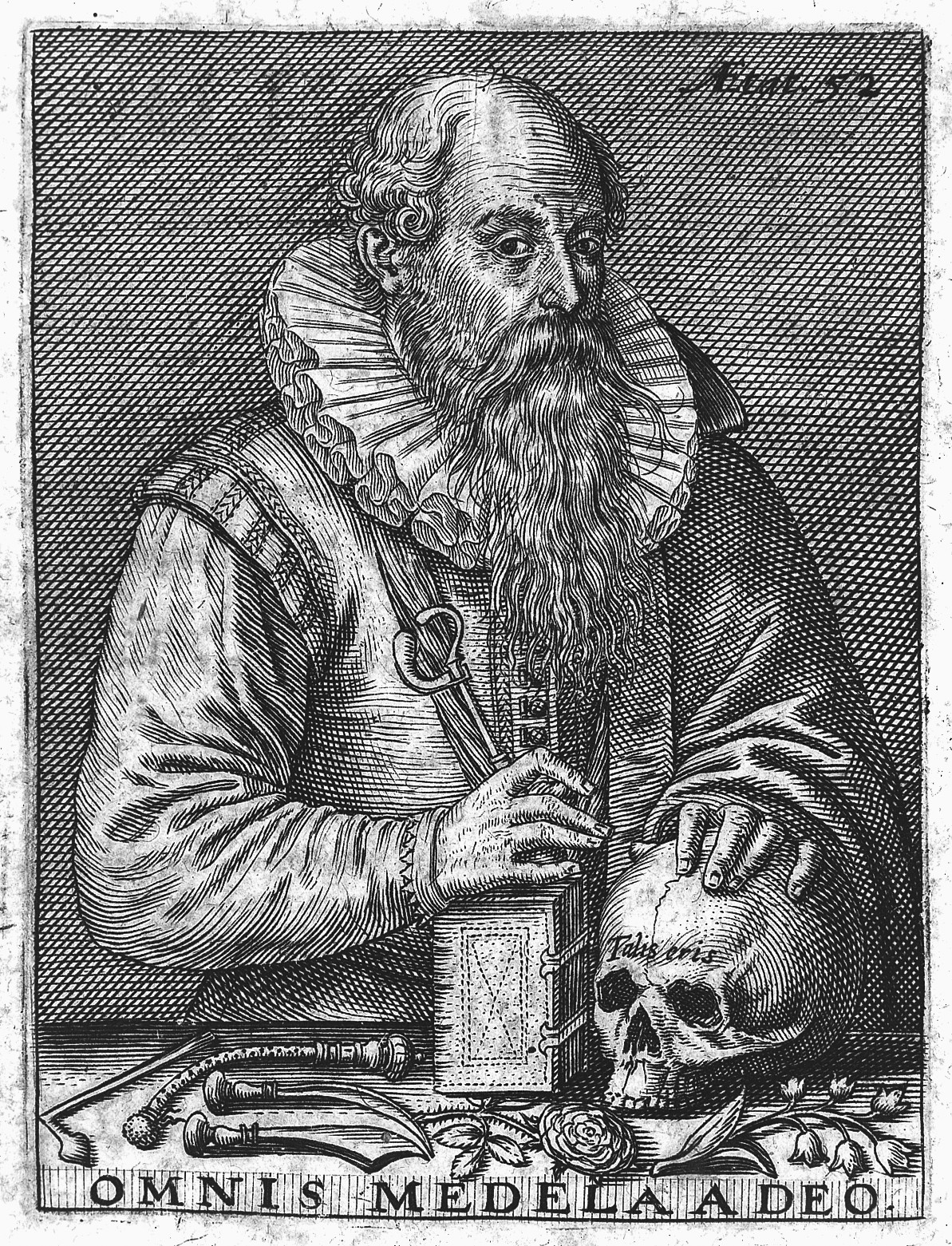
Wilhelm Fabry

## Preisträger
- 1978 Musik, Piano: Güher und Süher Pekinel und Violoncello: Reiner Hochmuth (geteilt).[3]
- 1986 Druckgrafiken und Zeichnungen: Monika Brandmeier.[4]
- 2000 Bildende Kunst: Arno Bojak und I-Shu Chen (geteilt).[1]
- 2002 Bildende Kunst, Druckgrafik: Markus Lörwald.[1]
- 2004 Medienkunst: Moon Choi und Min-Sun Kim (geteilt).[1]
- 2007 Orgelfach: Friedhelm Haverkamp und Frank Krumbholz (geteilt).[5]
- 2010 Medizinfotografie: Stefan Sättele.[6]
- 2013 Jazz Instrument, Schlagzeug: Silvio Morger.[7]
- 2013 Jazz Instrument, Schlagzeug: Dominik Mahnig (Anerkennungspreis).[1]
- 2018 Zeitgenössischer Tanz: Miriam Beike & Ivan Strelkin  „Two virgins (probably in love)“; Josefine Patzelt für „Umwegkarten“.[8]
- 2023 Poetry Slam: Lea Weber „Wegert-Hallingen“; Barbara Thiel „Überspült-Ahrtal“.[9]